# Jacques Mourioux
Jack Mourioux, dit Jacky Mourioux (né le 6 mars 1948 à Saint-Michel-sur-Orge) est un coureur cycliste professionnel français.

## Biographie
Il est formé et entraîné par Michel Scob.

## Palmarès sur piste

### Jeux olympiques
- Mexico 1968
  - 6e de la poursuite par équipes

### Six Jours
- 1969
  - Six Jours de Montréal (avec Alain Van Lancker)
- 1970
  - Six Jours de Bruxelles (avec Peter Post)
- 1971
  - Six Jours de Grenoble (avec Alain Van Lancker)
- 1974
  - Six Jours de Grenoble (avec Alain Van Lancker)

### Championnats d'Europe
- 1973
  -  Médaillé d'argent de l'américaine

### Championnats nationaux
- 1969
  -  Champion de France de vitesse

## Palmarès sur route

### Par année
| - 1966 - 2e du Tour d'Eure-et-Loir - 1968 - 3e du Tour d'Eure-et-Loir - 1970 - 7e de Paris-Tours - 1971 - Circuit de la région frontalière | - 1972 - Route nivernaise - 1974 - 1re étape du Tour méditerranéen - 3e du Tour méditerranéen |  |

### Résultats sur le Tour de France
3 participations
- 1972 : 58e
- 1973 : 76e
- 1974 : 80e